# پلوتوس
پلوتوس (به یونانی: Πλοῦτος)، در اسطوره‌های یونان، خدای ثروت و فراوانی است.
پسر یاسیون و دمتر بود. زئوس به جرم توزیع ناعادلانه ثروت او را کور کرد.